# Сархан Алієв
Сархан Алієв (азерб. Sərxan Əliyev; 29 липня 1998, Нахічевань) — азербайджанський боксер, призер чемпіонату світу серед аматорів.
Сархан — молодший брат Тайфура Алієва, боксера, призера Європейських ігор 2015.

## Аматорська кар'єра
На чемпіонаті світу 2021 завоював бронзову медаль.
- В 1/16 фіналу переміг Стівена Ньюнса (Шотландія) — 5-0
- В 1/8 фіналу переміг Акіяма Юта (Японія) — 5-0
- У чвертьфіналі переміг Обеда Барті-Ель (США) — 4-1
- У півфіналі програв Юрію Захарєєву (Україна) — 0-5

На чемпіонаті світу 2023 програв у першому бою Нішанту Дев (Індія).
На Європейських іграх 2023 здобув дві перемоги, а у чвертьфіналі програв Макан-В'є Траоре (Франція).